# Saison 2 de Balthazar
Chronologie
Saison 1 Saison 3
Cet article présente les épisodes de la deuxième saison de la série télévisée française Balthazar diffusée du 21 novembre 2019 au 19 décembre 2019 sur TF1.
En Belgique, la deuxième saison est diffusée du 12 novembre 2019 au 10 décembre 2019 sur La Une.

## Distribution
- Tomer Sisley : Médecin légiste Raphaël Balthazar
- Hélène de Fougerolles : Hélène Bach
- Yannig Samot : Jérôme Delgado
- Philypa Phoenix : Fatim
- Côme Levin : Eddy
- Aliocha Itovich : Antoine Bach
- Pauline Cheviller : Lise
- Leslie Medina : Maya Deval

## Épisodes

### Épisode 1:Marche funèbre
- Belgique : 5 novembre 2019 sur La Une
- France : 21 novembre 2019 sur TF1

- Belgique : 361 977 téléspectateurs[1] (première diffusion)
- France : 6,42 millions de téléspectateurs (29,2 % en PDA)[2]

- Charlie Loiselier : Ninon Keller
- Serge Dupuy : Herve Keller
- Agnès Delachair : Emmanuelle Keller
- Louna Espinosa : Margot Carron
- Caroline Bourg : Charlotte Courtin
- Tristan Le Vexier : Paul Courtin
- Mathias Marty : Rémi Courtin

### Épisode 2:Dernière demeure
- Belgique : 5 novembre 2019 sur La Une
- France : 21 novembre 2019 sur TF1

- Belgique : 361 977 téléspectateurs[1] (première diffusion)
- France : 5,33 millions de téléspectateurs (30,3 % en PDA)[2]

- Éric Berger : Marc Laborie
- Lara Guirao : Florence Laborie
- Anne-Sophie Soldaïni : Rose Laborie
- Nathalie Becue : Marie Pastor
- Théo Poitout-Marchi : Louis Laborie
- Maël Poitout-Marchi : Théo Laborie
- Marceau Ebersolt : Baptiste Perrin
- Thomas Silberstein : Arthur Joncour
- Bruno Paviot : Sébastien Rivelli
- Philippe Rigot : le vieux mort
- Martine Demaret : la vieille morte

### Épisode 3:Sang froid
- Belgique : 12 novembre 2019 sur La Une
- France : 28 novembre 2019 sur TF1

- Belgique : 360 036 téléspectateurs[1] (première diffusion)
- France : 6,23 millions de téléspectateurs (27,8 % en PDA)[3]

- Leslie Medina : Maya
- Éric Théobald : le capitaine Perbet
- Coline Béal : Camille Beltran
- Philippe Frécon : Daniel Portier
- Louise Lemoine Torrès : Julia Portier
- Nicolas Abraham : Patrick Vaubin
- Cyril Couton : le juge Desraques
- Rosa Cadima : le médecin du SAMU 1
- Cédrick Spinassou : le médecin du SAMU 2

### Épisode 4:Mauvaise rencontre
- Belgique : 12 novembre 2019 sur La Une
- France : 28 novembre 2019 sur TF1

- Belgique : 360 036 téléspectateurs[1] (première diffusion)
- France : 4,95 millions de téléspectateurs (27,1 % en PDA)[3]

- Victor Pontecorvo : Mathieu Garcin
- Anaïs Fabre : Marion Bouchez
- Florence Coste : Florence Aubry
- Pierre Yvon : Tobias Delpech
- Anne-Sophie Bailly : Élise Bouchez
- Franck Adrien : Gaetan Aubry
- Sylvie Amato : Fanette
- Brigitte Masure : Mme Duprès
- Pierre Porquet : M. Duprès

### Épisode 5:Face à la mort
- Belgique : 26 novembre 2019 sur La Une
- France : 5 décembre 2019 sur TF1

- Belgique : 354 990 téléspectateurs[1] (première diffusion)
- France : 6,70 millions de téléspectateurs (29,2 % en PDA)[4]

- Nassima Benchicou : la lieutenant Nadjet Elourmi
- Alexandra Roth : Pauline Brochant
- Sébastien Faglai : Gilles Falquet
- Éric Savin : le commandant du NRBC
- Yoann Denaive : Benoit Langard

### Épisode 6:La dette
- Belgique : 26 novembre 2019 sur La Une
- France : 5 décembre 2019 sur TF1

- Belgique : 354 990 téléspectateurs[1] (première diffusion)
- France : 5,48 millions de téléspectateurs (29,9 % en PDA)[4]

- Romain Deroo : Olivier Courtani
- Cédric Appietto : Stéphane Lafont
- Caroline Chirache : Solène Delpias
- Jean-Patrick Delgado : Philippe Brunel
- Marie-Pierre Nouveau : Nathalie Brunel
- Léa Biron : Lola Brunel
- Daphné Bonneton : Thaïs Le Mauff
- Geoffroy Boutan : le préfet
- Jonas Dinal : l'OPJ

### Épisode 7:Tableau de chasse
- Belgique : 3 décembre 2019 sur La Une
- France : 12 décembre 2019 sur TF1

- Belgique : 431 980 téléspectateurs[1] (première diffusion)
- France : 6,43 millions de téléspectateurs (27,8 % en PDA)[5]

- Françoise Cadol : Liliane Bonato
- Fred Saurel : Margueritte
- Grégory Gatignol : Louis Bailly
- Guylène Pean : la vieille dame
- Delphine Braillon : Maryline Chabert
- Anaïs Parello : Clémence Chabert
- François Pérache : le bijoutier

### Épisode 8:Permis de tuer
- Belgique : 3 décembre 2019 sur La Une
- France : 12 décembre 2019 sur TF1

- Belgique : 431 980 téléspectateurs[1] (première diffusion)
- France : 5,57 millions de téléspectateurs (28,9 % en PDA)[5]

- Hassam Ghancy : Patrice Lombardi
- Tess Boutmann : Inès Tissandier
- Jimmy Woha-Woha : Sacha Reynaud
- Benjamin Baffie : Guilhem Lossand
- Achille Vanony : Romain Lombardi
- Isabelle Caillat : Mme Tissander
- Antoine Michel : M. Tissander
- Gigi Ledron : Marie Reynaud
- Vanessa Paric : Jeanne Lossand
- Tiffany Manolis : Sofia
- Alexandre Carrière : Charles Dazan
- Nicolas Phongpheth : Pote Eddy

### Épisode 9:La loi du plus fort
- Belgique : 10 décembre 2019 sur La Une
- France : 19 décembre 2019 sur TF1

- Belgique : 405 111 téléspectateurs[1] (première diffusion)
- France : 6,54 millions de téléspectateurs (29,2 % en PDA)[6]

- Juliette Plumecocq-Mech : Catherine Meyer
- Marin Lafitte : Vincent Delcourt
- Mark Grosy : Eric Favier
- Zoé Pinelli : Eva Delcourt
- Vincent Furic : l'avocat de la partie civile
- Marc Choquet : le journaliste
- Marilyne Canto : la présidente de la cour

### Épisode 10:Délirium
- Belgique : 10 décembre 2019 sur La Une
- France : 19 décembre 2019 sur TF1

- Belgique : 405 111 téléspectateurs[1] (première diffusion)
- France : 5,44 millions de téléspectateurs (28,7 % en PDA)[6]

- Bérangère McNeese : Audrey Faure
- Pasquale d'Inca : Jean Fourniol
- Manoel Dupont : Barthélémy Diaz
- Sarah Le Picard : Julie Lopez
- Pierre Nisse : Maxime Van Delpen
- Frédéric Deleesnyder : le garde de l'hôpital psychiatrie
- Olivier Bénard : l'homme mort en costard
- Taidir Ouazine : Mme Besnard
- Pierre Bénézit : M. Besnard
- Dylan Krief : le fils des Besnard